# Dayton Lakes
Dayton Lakes – miasto w Stanach Zjednoczonych, w stanie Teksas, w hrabstwie Liberty.